# Sydney (personaggio)
(Sydney)
Sydney Green è uno dei personaggi principali della serie televisiva statunitense Jarod il camaleonte (The Pretender in originale), interpretato da Patrick Bauchau (da anziano) e da Alex Wexo (da giovane). Sydney è lo psichiatra principale del Centro, dal quale ha ricevuto l'incarico di catturare Jarod, il protagonista della serie nonché suo allievo.

## Personaggio

### Aspetto
Sydney è un uomo alto sulla mezza età ma ancora imponente, coi capelli bianchi ed uno sguardo tagliente. Nonostante sia un membro del Centro, Sydney è caratterizzato da un'aria mansueta e quasi inoffensiva, nonché da un sorriso sincero sul volto.
Indossa sempre completi giacca e cravatta, con camicie chiare e, in alcune occasioni, un lungo soprabito nero. Sydney è stato per un certo periodo pringioniero in un campo di concentramento e, come tutti i prigionieri, ha un numero tatuato sul braccio: il suo è 54679.
Sydney ha sempre con sé un orologio d'oro su cui è incisa la frase "Je t'aime - Michelle" (Io ti amo - Michelle), in riferimento alla donna amata.

### Personalità
Sydney è ritratto come un uomo estremamente rilassato e pacato, non lo si è mai visto arrabbiato, che si limita ad esprimere le proprie considerazioni senza pretendere che queste vengano rispettate. Sydney è un uomo per di più malinconico che pensa due volte prima di prendere una decisione. Il personaggio non è un tipo autoritario, anzi esegue ordini che non approva ed è perfettamente in grado di mettere da parte i valori in cui crede. Questo suo comportamento lo ha mutato parecchio, trasformandolo in un uomo pieno di rimpianti.
Sydney è una figura paterna per Jarod, tanto che quest'ultimo si riferisce a Sydney come la sua "famiglia". Nonostante questo, in alcune occasioni Jarod ha incolpato Sydney di avergli rubato la vita e gli rinfaccia  spesso di non essersi mai opposto al volere del Centro. Sydney è contento della fuga di Jarod, ma è comunque consapevole che il ragazzo custodisce molti segreti sul Centro e per questo decide di dargli la caccia.
Sydney dimostra di voler bene a Jarod come un figlio e si dispiace di non aver fatto molto per lui e di avergli detto un mucchio di bugie (come la verità sul destino della sua famiglia o sul suo cognome). Tenterà, poi, di rimediare a tutto questo salvando Jarod dal signor Raines e distruggendo il piano SL-27 dove Raines era solito creare nuovi simulatori. Questa "ribellione" contro il Centro è principalmente dovuta alla consapevolezza che in realtà la società lo abbia usato e manipolato.

## Biografia del personaggio

### Antefatti
Sydney proviene dall'Europa dell'est ed è nato appena prima della seconda guerra mondiale.  Proprio in questo periodo, Sydney e Jacob vengono imprigionati in un campo di concentramento dopo che il Dott. Werner Krieg stermina la loro famiglia per poter effettuare in tutta tranquillità i suoi esperimenti su di loro. Alla fine della guerra, i due vengono liberati e Sydney decide di trasferirsi negli Stati Uniti per iniziare una nuova vita. Divenuto esperto in psicologia, Sydney viene reclutato dal Centro nel 1963, diventando psicologo di Catherine Parker e, successivamente, tutore del simulatore Jarod, un ragazzo con grandi capacità, che Sydney arriverà a considerare come un figlio.
In questo periodo, Sydney era innamorato di Michelle, rimasta incinta di lui, ma il Centro decise di fingere la morte della donna in modo da far concentrare Sydney sul progetto Camaleonte (il progetto di Jarod). La donna rimarrà incinta di Sydney e quest'ultimo ne sarà all'oscuro per molti anni.
Sydney era anche lo psicologo personale di Catherine Parker e quindi conosceva molti dei segreti della donna. Infatti quest'ultima rivelerà di sua spontanea volontà di fingere il suo suicidio per prestarsi ad un ulteriore esperimento del Centro. Sydney, su richiesta della donna, prometterà di mantenere il segreto, in particolare con Miss Parker.
Nel 1968 Jacob cadrà in coma a seguito di un grave incidente d'auto e, da quel momento, Sydney gli farà visita regolarmente in ospedale.

### Nella serie
Insieme a Miss Parker e Broots, Sydney si mette alla ricerca di Jarod, riuscito a fuggire dal Centro. Nel corso della storia, Sydney dimostra il suo affetto per Jarod, ma continua ad inseguirlo poiché conscio che il simulatore abbia delle informazioni importanti con sé che potrebbero compromettere il Centro.
Nell'ultimo episodio della prima stagione, Sydney tenta di sparare al signor Raines per salvare Jarod, ma sbaglia mira ed invece di colpire Raines centra una bombola d'ossigeno facendo letteralmente prendere fuoco a quest'ultimo, che però riesce a salvarsi. Tuttavia, per tutta la durata della seconda stagione, il nome dell'aggressore non è noto e i sospetti cadono su Brigitte. Solo successivamente Sydney ammetterà di aver sparato a Raines, ma solo qualche tempo dopo, mentre è con Miss Parker e suo fratello Jacob.
A seguito dei numerosi fallimenti riguardo alla missione di catturare Jarod, Sydney e la sua squadra vengono messi in secondo piano dal Centro che, a seguito della scomparsa di Mr Parker, è ora controllato dal suo reggente, Mr. Lyle. Proprio in questo periodo, Sydney riconosce nell'oculista Martin Zeller il Dott. Werner Krieg che aveva effettuato diversi esperimenti su di lui e su suo fratello nel campo di concentramento. Sydney tenta di ucciderlo per vendicarsi, ma alla fine decide di rinunciare alla vendetta perché si rende conto che lui, con Jarod, si è comportato nello stesso modo di Krieg.
Quando Jacob riprende conoscenza, Sydney decide di portarlo via dall'ospedale e di trasferirlo nella baita in montagna molto amata dal fratello. Qui Jacob scrive su un pezzo di carta la parola "Gene", ma prima di poter dire di che cosa si tratta, spira.
Successivamente, Sydney scopre che Michelle è ancora viva e, contemporaneamente, il motivo per cui la donna finse la sua morte. Contemporaneamente, Sydney scopre che Michelle si è sposata e che ha un figlio suo, Nicholas, il quale è però all'oscuro sulla vera identità del padre. Sydney decide di non interferire sulla vita di Michelle ed è sul punto di lasciare il Centro, ma Miss Parker lo incita a rimanere in modo tale da scoprire il responsabile dell'evento.
Quando scopre che il signor Raines è intenzionato a creare un nuovo simulatore al piano SL- 27, Sydney piazza una bomba in quest'ultimo luogo per fermare gli esperimenti di quest'ultimo. Per una serie di circostanze, però, sia Jarod, Miss Parker, Sydney, Broots, Mr. Raines e alcuni Spazzini si ritrovano nel posto e vengono apparentemente coinvolti nell'esplosione. In realtà, come si scopre successivamente, solo uno spazzino è rimasto ucciso nell'esplosione, mentre Sydney perde la vista per un certo periodo. Inoltre, a causa del suo attentato a Raines, Sydney viene imprigionato nel Centro, per poi essere liberato da Mr. Lyle e incaricato di continuare la ricerca di Jarod.
Quando scopre che il marito di Michelle, la sua vecchia compagna, sta morendo Sydney si reca subito in ospedale. Qui il marito di Michelle prega Sydney di prendersi cura di Nicholas e quest'ultimo, sentendo la discussione, viene a sapere la verità su chi sia il suo vero padre. Alla fine, Sydney rivela di voler iniziare a costruire un rapporto con il figlio, cosa che Nicholas accetterà di buon grado.
Nicholas, successivamente, viene rapito da un gruppo paramilitare attivo sui monti Appalachi e Sydney decide di salvarlo grazie all'aiuto di Jarod e della sua squadra. In realtà si scoprirà che il capo del gruppo paramilitare è Mr. Lyle che, con il rapimento di Nicholas, intendeva catturare Jarod. In questo frangente, Nicholas legherà molto di più con Sydney e, addirittura, arriverà a chiamarlo "papà" con grande piacere del genitore.
Quando Miss Parker comincerà ad avvicinarsi alla verità sulla morte di sua madre, Sydney è costretto a rivelare alla donna le causa che portarono Catherine Parker a fingere il suo suicidio.

## Abilità
Sydney è dotato di una grande intelligenza tattica e strategica ed è un esperto in svariate tecniche di spionaggio, molte delle quali apprese nel Centro. Oltretutto è in grado di utilizzare qualsiasi tipologia di arma da fuoco, ma non dimostra spesso una buona mira: infatti, nell'occasione in sui Sydney spara al signor Raines, in verità non colpisce l'uomo ma bensì una bombola d'ossigeno.